# Grand Prix Malajsie 1999
Grand Prix Malajsie
I Petronas Malaysian Grand Prix
- 17. říjen 1999
- Okruh Sepang
- 56 kol x 5,542 km = 310,352 km
- 645. Grand Prix
- 4. vítězství Eddie Irvineho
- 125. vítězství pro Ferrari

## Výsledky

### Pořadí v cíli
| Pozice | Jezdec                | Vůz            | Čas         |
| ------ | --------------------- | -------------- | ----------- |
| 1      | Eddie Irvine          | Ferrari F399   | 1:36'38.494 |
| 2      | Michael Schumacher    | Ferrari F399   | á 0:01,040  |
| 3      | Mika Häkkinen         | McLaren MP4/14 | á 0:09,743  |
| 4      | Johnny Herbert        | Stewart SF3    | á 0:17,538  |
| 5      | Rubens Barrichello    | Stewart SF3    | á 0:32,296  |
| 6      | Heinz-Harald Frentzen | Jordan 199     | á 0:34,884  |
| 7      | Jean Alesi            | Sauber C18     | á 0:54,408  |
| 8      | Alexander Wurz        | Benetton B199  | á 1:00,934  |
| 9      | Marc Gené             | Minardi M01    | á 1 kolo    |
| 10     | Alessandro Zanardi    | Williams FW21  | á 1 kolo    |
| 11     | Giancarlo Fisichella  | Benetton B199  | á 4 kola    |
| Kolo   | Odstoupili            | -              | -           |
| 48     | Jacques Villeneuve    | BAR 001        | Spojka      |
| 44     | Pedro Diniz           | Sauber C18     | Kolize      |
| 30     | Pedro de la Rosa      | Arrows FA20    | Motor       |
| 15     | Luca Badoer           | Minardi M01    | Havárie     |
| 14     | David Coulthard       | McLaren MP4/14 | Tlak paliva |
| 7      | Ralf Schumacher       | Williams FW21  | Havárie     |
| 7      | Toranosuke Takagi     | Arrows FA20    | Rozvody     |
| 6      | Riccardo Zonta        | BAR 001        | Cívka       |
| 5      | Olivier Panis         | Prost AP02     | Motor       |
| 0      | Damon Hill            | Jordan 199     | Nehoda      |
| -      | Nestartoval           | -              | -           |
| 0      | Jarno Trulli          | Prost AP02     | Motor       |

### Nejrychlejší kolo
- Michael Schumacher Ferrari 1'40267

### Vedení v závodě
- 1-3 kolo Michael Schumacher
- 4-25 kolo Eddie Irvine
- 26-28 kolo Michael Schumacher
- 29-41 kolo Eddie Irvine
- 42-52 kolo Michael Schumacher
- 53-56 kolo Eddie Irvine

### Postavení na startu
| 1. řada  | 1                                     | 2                                    |
|          | Michael Schumacher Ferrari 1'39688    | Eddie Irvine Ferrari 1'40635         |
| 2. řada  | 3                                     | 4                                    |
|          | David Coulthard McLaren 1'40806       | Mika Häkkinen McLaren 1'40866        |
| 3. řada  | 5                                     | 6                                    |
|          | Johnny Herbert Stewart 1'40937        | Rubens Barrichello Stewart 1'41351   |
| 4. řada  | 7                                     | 8                                    |
|          | Alexander Wurz Benetton 1'41444       | Ralf Schumacher Williams 1'41558     |
| 5. řada  | 9                                     | 10                                   |
|          | Damon Hill Jordan 1'42050             | Jacques Villeneuve BAR 1'42087       |
| 6. řada  | 11                                    | 12                                   |
|          | Giancarlo Fisichella Benetton 1'42110 | Olivier Panis Prost 1'42208          |
| 7. řada  | 13                                    | 14                                   |
|          | Riccardo Zonta BAR 1'42310            | Heinz-Harald Frentzen Jordan 1'42380 |
| 8. řada  | 15                                    | 16                                   |
|          | Jean Alesi Sauber 1'42522             | Alessandro Zanardi Williams 1'42885  |
| 9. řada  | 17                                    | 18                                   |
|          | Pedro Diniz Sauber 1'42933            | Jarno Trulli Prost 1'42948           |
| 10. řada | 19                                    | 20                                   |
|          | Marc Gené Minardi 1'43563             | Pedro de la Rosa Arrows 1'43579      |
| 11. řada | 21                                    | 22                                   |
|          | Luca Badoer Minardi 1'44321           | Toranosuke Takagi Arrows 1'44637     |
| -------- | ------------------------------------- | ------------------------------------ |

### Zajímavosti
- 25 Nejrychlejší kolo pro pneumatiky Bridgestone

| Pole position      | Vítězství          | Nejrychlejší kolo  |
| Německo            | Spojené království | Německo            |
| Michael Schumacher | Eddie Irvine       | Michael Schumacher |
| Ferrari F399       | Ferrari F399       | Ferrari F399       |
| 1'39.688           | 1:36'38.494        | 1'40.267           |
| 200.136 km/h       | 192.682 km/h       | 198.981 km/h       |
| ------------------ | ------------------ | ------------------ |

### Stav MS
- Zelená - vzestup
- Červená - pokles

| *  | Jezdec                | Body |
| -- | --------------------- | ---- |
| 1  | Eddie Irvine          | 70   |
| 2  | Mika Häkkinen         | 66   |
| 3  | Heinz-Harald Frentzen | 51   |
| 4  | David Coulthard       | 48   |
| 5  | Michael Schumacher    | 38   |
| 6  | Ralf Schumacher       | 33   |
| 7  | Rubens Barrichello    | 21   |
| 8  | Johnny Herbert        | 15   |
| 9  | Giancarlo Fisichella  | 13   |
| 10 | Mika Salo             | 10   |
| 11 | Jarno Trulli          | 7    |
| 12 | Damon Hill            | 7    |
| 13 | Alexander Wurz        | 3    |
| 14 | Pedro Diniz           | 3    |
| 15 | Olivier Panis         | 2    |
| 16 | Pedro de la Rosa      | 1    |
| 17 | Jean Alesi            | 1    |
| 18 | Marc Gené             | 1    |

| *  | Vozy     | Body |
| -- | -------- | ---- |
| 1  | Ferrari  | 118  |
| 2  | McLaren  | 114  |
| 3  | Jordan   | 58   |
| 4  | Stewart  | 36   |
| 5  | Williams | 33   |
| 6  | Benetton | 16   |
| 7  | Prost    | 9    |
| 8  | Sauber   | 4    |
| 9  | Arrows   | 1    |
| 10 | Minardi  | 1    |

| * | Jezdec         | Body |
| - | -------------- | ---- |
| 1 | Velká Británie | 140  |
| 2 | Německo        | 122  |
| 3 | Finsko         | 76   |
| 4 | Brazílie       | 24   |
| 5 | Itálie         | 20   |
| 6 | Rakousko       | 3    |
| 7 | Francie        | 3    |
| 8 | Španělsko      | 2    |